# کوریاکسوایمار
کوریاکسوایمار (به آلمانی: Cyriaxweimar) یک منطقهٔ مسکونی در آلمان است که در هسن واقع شده‌است. کوریاکسوایمار ۶۲۴ نفر جمعیت دارد.